# Axsjön, Västergötland
Axsjön är en sjö i Herrljunga kommun i Västergötland och ingår i Göta älvs huvudavrinningsområde. Axsjön ingår i Molla Fiskevårdsområde. I Axsjön finns abborre och gädda.